# Bicklingen
Bicklingen zählt zu den Quedlinburger Wüstungen, das sind ehemalige Dörfer in der Umgebung des Stiftes Quedlinburg, die während des Spätmittelalters verlassen wurden und wüst fielen.

## Geschichte
Bicklingen wird in der in Quedlinburg durch Otto I. am 15. Juli 961 ausgestellten Urkunde erstmals urkundlich erwähnt. Darin schenkt der König den bisher zum Wittum seiner Mutter Mathilde gehörigen Hof in Quedlinburg sowie die dortige Jacobskirche und deren unmittelbares Zubehör dem Servatius-Nonnenkloster in Quedlinburg. Unter den zugehörigen Orten wird neben Marsleben, Sallersleben, Orden, Sülten, Gersdorf, Selkenfelde, Siptenfelde u. a. auch Bicklingen genannt. Diese Schenkung wiederholte Mitkönig Otto II. in Wallhausen am 25. Juli 961.
Gertrud III. von Everstein, Äbtissin des Stifts Gernrode, stiftete am 28. Februar 1344 eineinhalb Hufen in Bicklingen für ihr Seelenheil.
Mit dem Zehnt in Bicklingen wurden 1457 die Grafen zu Stolberg belehnt.
Die Siedlung wurde 1490 bereits als Wüstung bezeichnet.
An die Siedlung erinnert u. a. die Bicklingswarte, die vermutlich im 14. Jahrhundert entstand. Diese Warte diente neben dem Schutz der Stadt Quedlinburg auch der Sicherung des Übergangs über den etwas weiter westlich verlaufenden Bicklingsbach.